# Plaza de toros de Requena
La plaza de toros de Requena (Provincia de Valencia), catalogada como de tercera categoría, su fachada neomudéjar es un magnífico ejemplo del estilo historicista de finales del siglo XIX. Celebra sus festejos taurinos a principios del mes de septiembre en el marco de su Feria de la Vendimia.

## Historia
La tradición taurina en el municipio valenciano de Requena se remonta hasta el siglo XVI, números documentos constatan como los festejos taurinos eran un componente esencial en las fiestas y celebraciones.
Antiguamente, los espectáculos taurinos se celebraban en La Plaza de la Villa, donde todavía existe el callejón de toriles. Fue en el siglo XVIII, coincidiendo con un ciclo de bonanza económica, cuando estos espectáculos se trasladaron a la Plaza del Arrabal y a mediados del siglo XIX el coso se instaló en la Plaza de Armas del Castillo.
La actual plaza de toros de Requena comenzó a construirse en el año 1872 y se inauguró en 1901. La demora en el tiempo de construcción tiene respuesta en las dos veces que tuvieron que pasarse las obras, en 1877 por la guerra Carlista y años después, en 1885 por una epidemia de cólera.
Está construida en plaza circular con la utilización de ladrillo como elemento principal, y el uso decorativo de motivos islámicos como lazos, rombos y arcos de herradura. 
En la corrida inaugural el 17 de septiembre de 1901 se anunciaron Emilio Torres, Bombita y José García, Algabeño con toros de la ganadería de José María Cámara. Tras una reforma, la plaza fue reinaugurada el 19 de septiembre de 1945 con un cartel formado por Fermín Espinosa Armillita, Pepe Luis Vázquez y Luis Miguel Dominguín con toros de Bernaldo de Quirós.
El coso, cuenta también con un museo taurino que propone al visitante un recorrido en torno a los aspectos de la tauromaquia en una retrospectiva histórica que refleja la tradición taurina en Requena.

## Feria Taurina
Requena celebra sus festejos taurinos de mayor importancia en el mes de septiembre en el marco de sus fiestas de la vendimia, un sector muy importante el del vino en la comarca.
En la actualidad, cuenta Requena, con un matador de toros en activo, Jesús Duque. Una joven promesa que en su localidad natal ha obtenido grandes triunfos tanto en su etapa de novillero como de matador de toros.